# Hemerobius cylindricus
Hemerobius cylindricus är en insektsart som beskrevs av Müller 1776. Hemerobius cylindricus ingår i släktet Hemerobius och familjen florsländor. Inga underarter finns listade i Catalogue of Life.